# Богумил Єлінек
Богумил Єлінек (чеськ. Bohumil Jelínek) — чеський футболіст, що грав на позиції нападника.

## Футбольна кар'єра
Виступав у команді «Сміхов» (Прага), у складі якої двічі був володарем кубка милосердя у 1906 і 1907 роках, а також двічі фіналістом у 1909 і 1910 роках. У 1910 році став автором одного з голів у фінальному матчі, програному «Славії» з рахунком 2:5.
У складі збірної Богемії зіграв два матчі у 1906—1907 роках. Став автором одного з голів у матчі 1907 року зі збірною Угорщини, що завершився поразкою команди Богемії з рахунком 2:5.
Його брат, Владислав Єлінек, також був футболістом «Сміхова» і збірної Богемії.